# Lai Châu
Lai Châu là một tỉnh thuộc vùng Tây Bắc Bộ, Việt Nam .
Trước năm 2004, diện tích hành chính tỉnh Lai Châu bao gồm cả tỉnh Điện Biên. Sau khi tách, Lai Châu hiện tại có vị trí phía bắc giáp tỉnh Vân Nam của Trung Quốc, phía tây và phía tây nam giáp tỉnh Điện Biên, phía đông giáp tỉnh Lào Cai, và phía nam giáp tỉnh Sơn La. Đây là tỉnh có diện tích lớn thứ 10/63 tỉnh thành Việt Nam .
Theo dữ liệu Sáp nhập tỉnh, thành Việt Nam 2025, 	Lai Châu	có diện tích: 	9.069	km²,	xếp thứ	16; dân số:	512.601	người,	xếp thứ	34; GRDP 2024: 	31.024.867	triệu VNĐ, xếp thứ	33; thu ngân sách 2024:	2.509.439	triệu VNĐ, xếp thứ	32; thu nhập bình quân:	30,40	triệu VNĐ/năm, 	xếp thứ	33.

## Địa lý

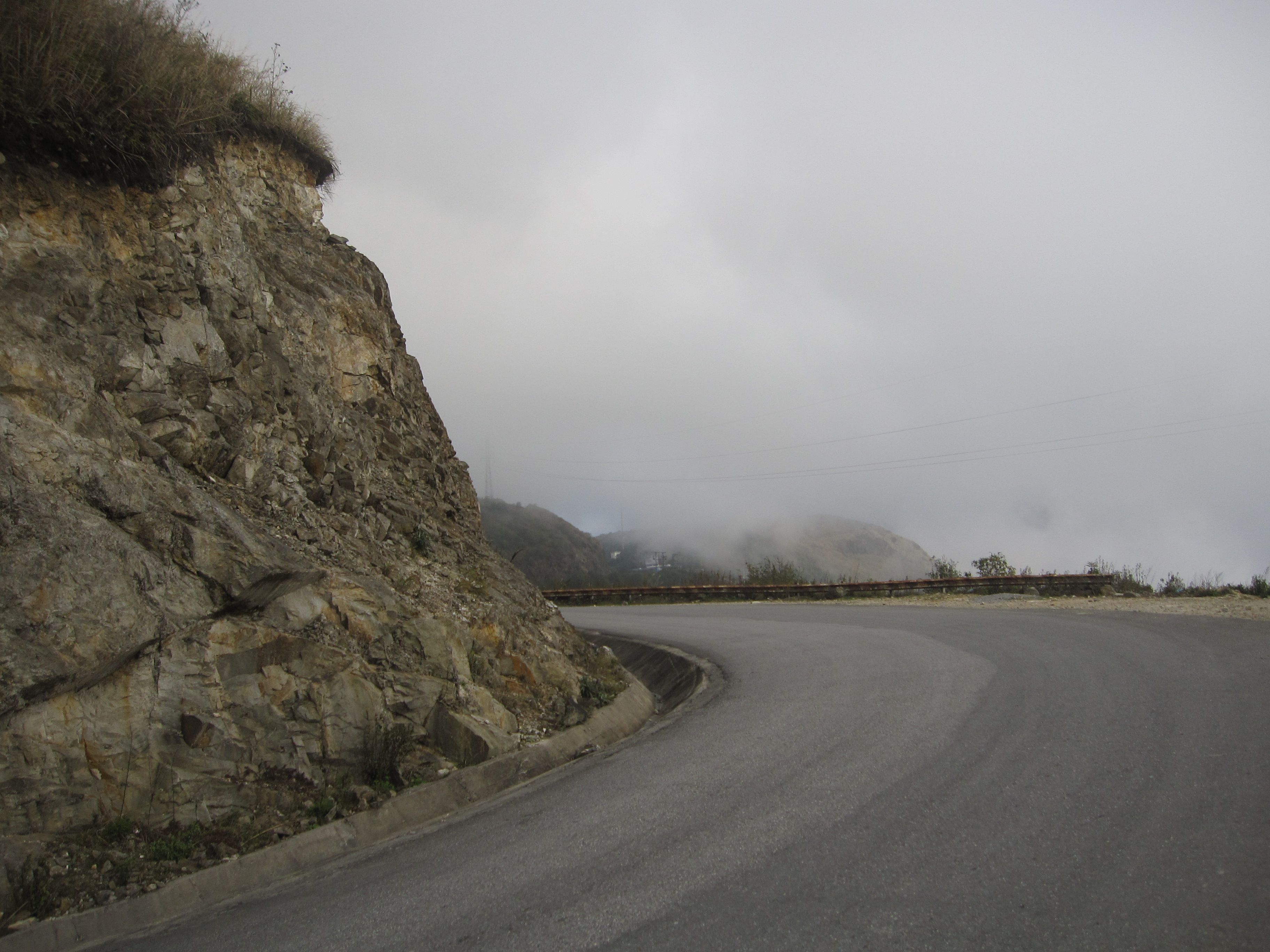
Đèo Ô Quy Hồ trên quốc lộ 4D nối thành phố Lai Châu với thành phố Lào Cai

Tỉnh Lai Châu có trung tâm hành chính của tỉnh là thành phố Lai Châu, cách Thủ đô Hà Nội 397 km, nằm ở phía tây bắc của Việt Nam, có toạ độ địa lý từ 21°41' đến 22°49' vĩ độ Bắc và 102°19' đến 103°59' kinh độ Đông, có vị trí địa lý:
- Phía đông giáp tỉnh Lào Cai
- Phía tây giáp tỉnh Điện Biên
- Phía nam giáp tỉnh Điện Biên và tỉnh Sơn La
- Phía bắc giáp tỉnh Vân Nam, Trung Quốc.

#### Các điểm cực của tỉnh Lai Châu:
- Điểm cực bắc tại: xã Sì Lở Lầu, huyện Phong Thổ.
- Điểm cực đông tại: xã Mường Than, huyện Than Uyên.
- Điểm cực tây tại: xã Mù Cả, huyện Mường Tè.
- Điểm cực nam tại: xã Khoen On, huyện Than Uyên.

Lai Châu có 265,165 km  đường biên giới (theo Hiệp định về Quy chế quản lý biên giới trên đất liền Việt Nam - Trung Quốc) với cửa khẩu song phương Ma Lù Thàng  - Kim Thủy Hà và nhiều đường mòn qua lại trên tuyến biên giới Việt – Trung trực tiếp giao lưu với các lục địa rộng lớn phía tây nam Trung Quốc. Lai Châu có tiềm năng để phát triển dịch vụ – thương mại, xuất nhập khẩu và du lịch, đồng thời, cũng có vị trí chiến lược hết sức quan trọng về quốc phòng, an ninh và bảo vệ chủ quyền biên giới quốc gia. Lai Châu nằm trong khu vực đầu nguồn và phòng hộ đặc biệt xung yếu của sông Đà, sông Nậm Na và sông Nậm Mu, điều tiết nguồn nước trực tiếp cho các công trình thủy điện lớn trên sông Đà, đảm bảo sự phát triển bền vững cả vùng châu thổ sông Hồng.
Địa hình được tạo bởi những dãy núi chạy dài theo hướng tây bắc - Đông Nam, có nhiều đỉnh núi cao như đỉnh Pu Ta Leng cao 3.096 m (đỉnh núi cao thứ 2 tại Việt Nam), đỉnh Bạch Mộc Lương Tử cao 3.046 m. Núi đồi cao và dốc, xen kẽ nhiều thung lũng sâu và hẹp, có nhiều cao nguyên, sông suối. Sông có nhiều thác ghềnh, dòng chảy lưu lượng lớn nên tiềm năng thủy điện rất lớn. Lai Châu có đặc điểm địa hình với nhiều dãy núi và cao nguyên, phía đông là dãy núi Hoàng Liên Sơn. Giữa hai dãy núi đồ sộ trên là phần đất thuộc vùng núi thấp tương đối rộng lớn và lưu vực sông Đà với nhiều cao nguyên đá vôi (dài 400 km, rộng từ 1 – 25 km, cao 600 – 1.000 m). Trên 60% diện tích có độ cao trên 1.000 m, trên 90% diện tích có độ dốc trên 25°, bị chia cắt mạnh bởi các dãy núi chạy dài theo hướng tây bắc – Đông Nam, xen kẽ là các thung lũng có địa hình tương đối bằng phẳng như: Mường So, Tam Đường, Bình Lư, Than Uyên... Có đỉnh núi Fansipan cao 3.143 m, Pu Sam Cáp cao 1.700 m... Núi đồi cao và dốc, xen kẽ nhiều thung lũng sâu và hẹp, có nhiều sông suối, nhiều thác ghềnh, dòng chảy lưu lượng lớn nên có nhiều tiềm năng về thủy điện.
Lai Châu có khí hậu cận nhiệt đới ẩm. Nhiệt độ trung bình năm khoảng 21 °C-23 °C chia làm hai mùa theo độ ẩm là mùa mưa và mùa khô, chia làm 4 mùa theo nhiệt độ: xuân, hè, thu, đông.

## Lịch sử

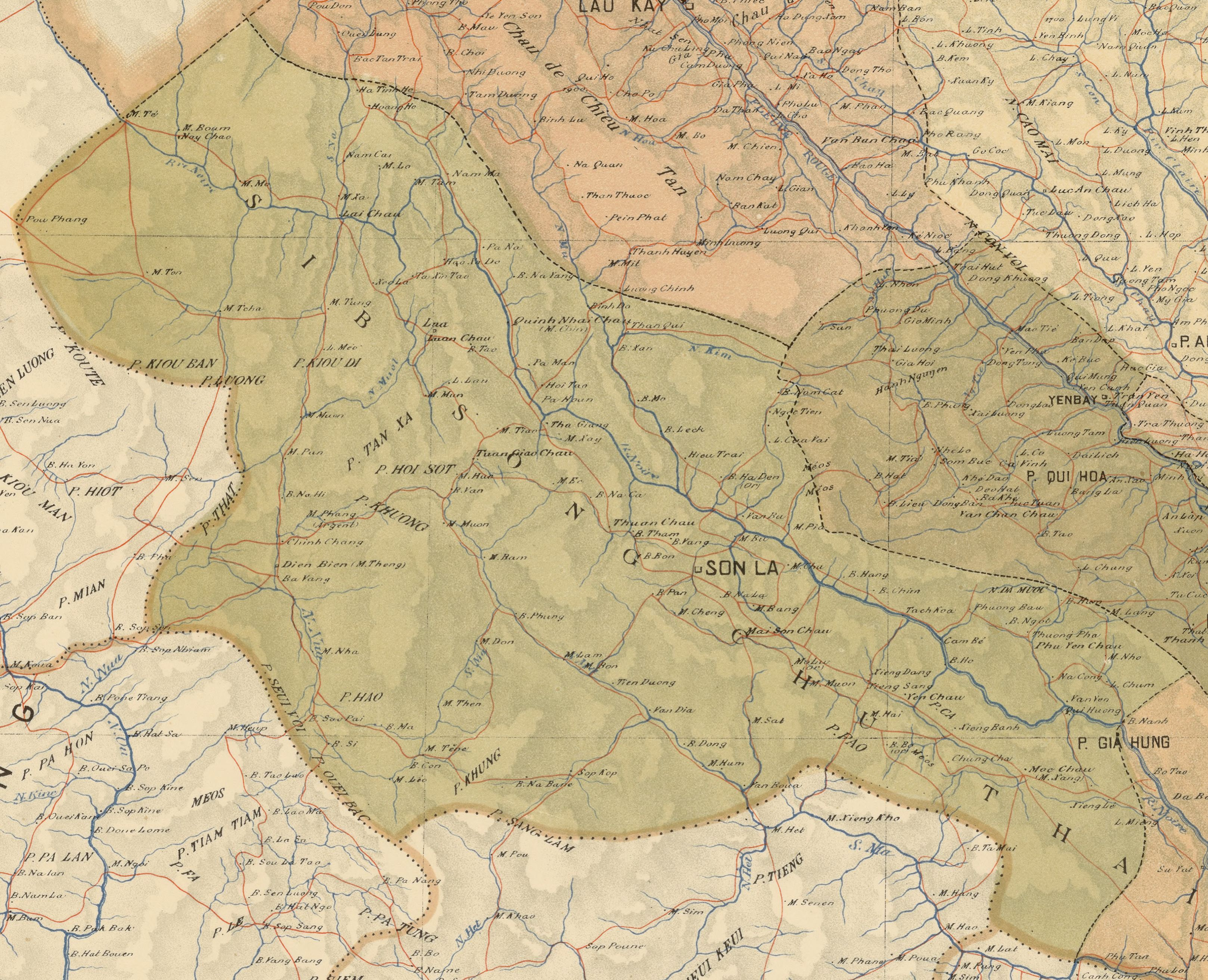
Bản đồ Sơn La năm 1891

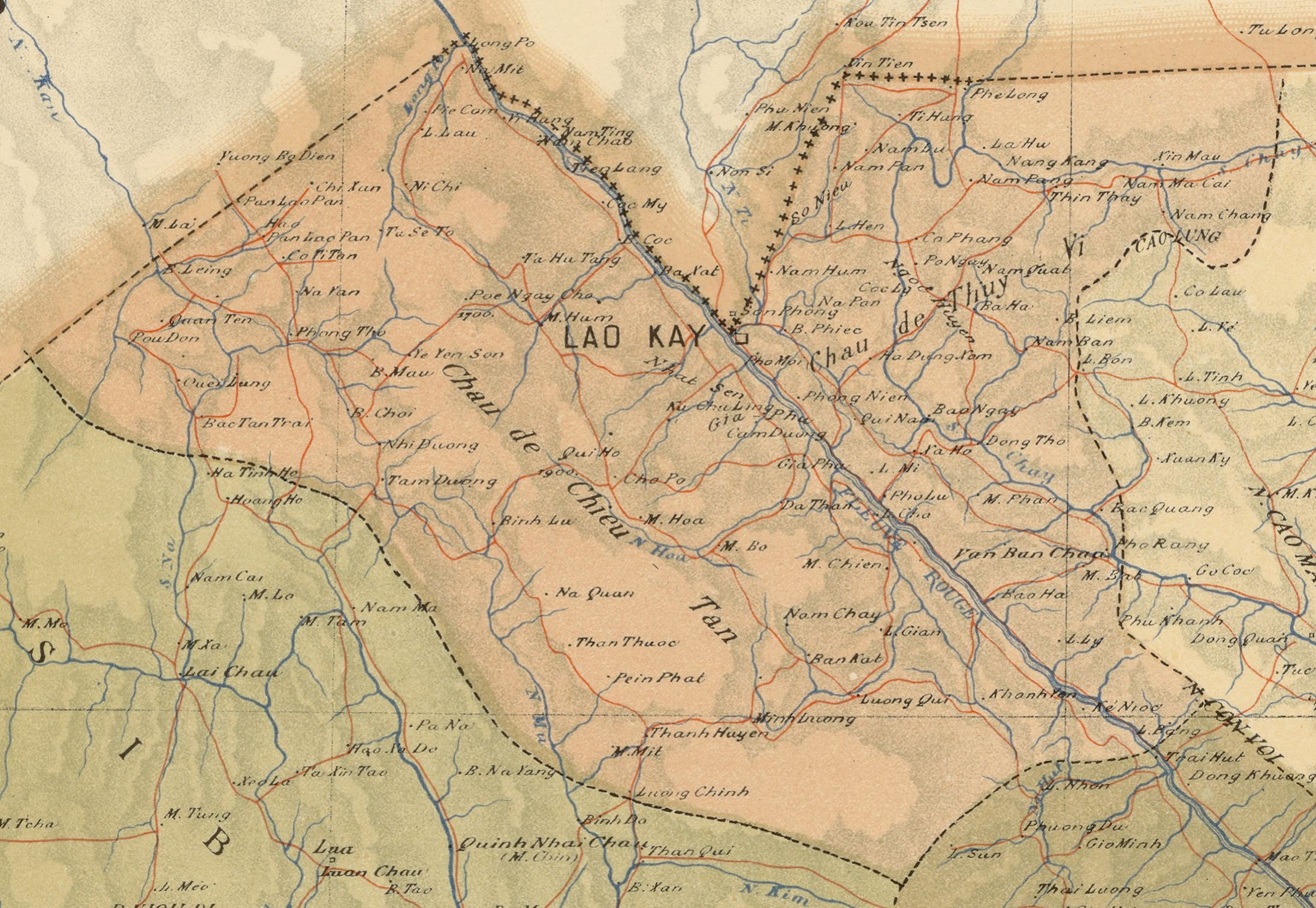
Bản đồ Lào Cai năm 1891

Xưa kia Lai Châu hay Mường Lai được đặt dưới quyền điều hành của tù trưởng các dân tộc Thái, quy phục triều đình Việt Nam. Đây vốn là một châu thuộc phủ Điện Biên, tỉnh Hưng Hóa xưa.
Tiểu quân khu phụ Lai Châu gồm châu Lai (trung tâm tại thị xã Mường Lay ngày nay), châu Luân (Tủa Chùa), châu Quỳnh Nhai, châu Phong Thổ được thành lập theo Nghị định ngày 5 tháng 6 năm 1893 của Toàn quyền Đông Dương và trực thuộc tỉnh Vạn Bú từ ngày 10 tháng 10 năm 1895. Tỉnh Vạn Bú đổi tên thành tỉnh Sơn La năm 1904, do đó Lai Châu lại thuộc tỉnh Sơn La.
Tỉnh Lai Châu được thành lập theo Nghị định ngày 28 tháng 6 năm 1909 của Toàn quyền Đông Dương. Lúc đó tỉnh Lai Châu gồm các châu Lai, châu Quỳnh Nhai, châu Điện Biên tách ra từ tỉnh Sơn La, tỉnh lỵ đặt tại thị xã Lai Châu (nay là thị xã Mường Lay thuộc tỉnh Điện Biên), quản lý đầu tiên là công sứ E. Gilles. Ngày 16 tháng 1 năm 1915 tỉnh Lai Châu bị thay thế bằng Đạo Quan binh 4 Lai Châu dưới sự cai trị quân sự.
Năm 1948, Lai Châu thuộc Khu tự trị Thái trong Liên bang Đông Dương đến năm 1950 thì gộp và Hoàng triều Cương thổ của Quốc trưởng Bảo Đại.
Thời kỳ 1953-1955, khi Việt Minh tiếp quản thì tỉnh Lai Châu thuộc Khu tây bắc, tách khỏi Liên khu Việt Bắc.
Ngày 29 tháng 4 năm 1955, tỉnh Lai Châu giải thể, 6 châu của tỉnh Lai Châu cũ (Mường Tè, Mường Lay, Sình Hồ, Điện Biên, Quỳnh Nhai, Tuần Giáo) trực thuộc Khu tự trị Thái Mèo.
Ngày 18 tháng 10 năm 1955, thành lập châu Tủa Chùa gồm 8 xã, tách từ châu Mường Lay.
Ngày 27 tháng 10 năm 1962, đổi tên Khu tự trị Thái Mèo thành Khu tự trị Tây Bắc, đồng thời tái lập tỉnh Lai Châu, gồm 7 huyện: Mường Tè, Mường Lay, Sình Hồ (nay là Sìn Hồ), Điện Biên, Phong Thổ, Tuần Giáo, Tủa Chùa. Đến cuối năm 1975, giải thể cấp Khu tự trị.
Sau năm 1975, tỉnh Lai Châu có tỉnh lị là thị xã Lai Châu và 7 huyện: Điện Biên, Mường Lay, Mường Tè, Phong Thổ, Sìn Hồ, Tủa Chùa, Tuần Giáo.
Năm 1979, Trung Quốc đã xâm lăng, đánh chiếm thị trấn Phong Thổ huyện Phong Thổ, phá hủy nhiều cơ sở trước khi rút quân về bên kia biên giới. Sau này tỉnh lỵ chuyển về thị xã Điện Biên Phủ.
Năm 1990, cơ sở hạ tầng của thị xã Lai Châu bị phá huỷ nặng nề bởi trận lũ lịch sử.
Ngày 18 tháng 4 năm 1992, thành lập thị xã Điện Biên Phủ và chuyển tỉnh lỵ từ thị xã Lai Châu về thị xã Điện Biên Phủ.
Ngày 14 tháng 1 năm 2002, thành lập huyện Tam Đường trên cơ sở một phần diện tích và dân số của huyện Phong Thổ; thành lập huyện Mường Nhé trên cơ sở một phần diện tích và dân số của các huyện Mường Tè và Mường Lay.
Ngày 26 tháng 9 năm 2003, thành lập thành phố Điện Biên Phủ trên cơ sở toàn bộ diện tích tự nhiên và dân số của thị xã Điện Biên Phủ.
Trước khi tách tỉnh, tỉnh Lai Châu có diện tích lớn nhất miền Bắc Việt Nam, thứ hai cả nước (sau tỉnh Đắk Lắk cũ); có diện tích 18.619,22 km², dân số 753.811 người, có 12 đơn vị hành chính cấp huyện, gồm thành phố Điện Biên Phủ (tỉnh lị), thị xã Lai Châu và 10 huyện: Điện Biên, Điện Biên Đông, Mường Lay, Mường Nhé, Mường Tè, Phong Thổ, Sìn Hồ, Tam Đường, Tủa Chùa, Tuần Giáo.
Ngày 26 tháng 11 năm 2003, Quốc hội ra Nghị quyết trong đó chia tỉnh Lai Châu thành tỉnh Lai Châu (mới) và tỉnh Điện Biên, đồng thời chuyển huyện Than Uyên của tỉnh Lào Cai về tỉnh Lai Châu mới quản lý:
- Tỉnh Điện Biên gồm thành phố Điện Biên Phủ (tỉnh lị), thị xã Lai Châu và 6 huyện: Điện Biên, Điện Biên Đông, Mường Lay, Mường Nhé, Tủa Chùa, Tuần Giáo.
- Tỉnh Lai Châu gồm 5 huyện: Mường Tè, Phong Thổ, Sìn Hồ, Tam Đường, Than Uyên.

Tỉnh Lai Châu mới có diện tích tự nhiên là 906.512,30 ha và dân số vào thời điểm đó là 313.511 người, bao gồm các huyện Mường Tè, Phong Thổ, Sìn Hồ, Tam Đường; các xã Pú Đao, Chăn Nưa, Nậm Hàng và bản Thành Chử, xã Xá Tổng của huyện Mường Lay; phường Lê Lợi của thị xã Lai Châu; huyện Than Uyên của tỉnh Lào Cai. Tỉnh lỵ đặt tại thị trấn Phong Thổ, huyện Tam Đường.
Ngày 2 tháng 1 năm 2004, địa giới các huyện Mường Tè và Sìn Hồ được điều chỉnh lại.
Ngày 10 tháng 10 năm 2004, thành lập thị xã Lai Châu mới trên cơ sở một phần diện tích và dân số của huyện Tam Đường. Còn thị xã Lai Châu cũ thuộc tỉnh Điện Biên được đổi tên thành thị xã Mường Lay vào năm 2005.
Ngày 30 tháng 10 năm 2008, thành lập huyện Tân Uyên trên cơ sở một phần diện tích và dân số của huyện Than Uyên.
Ngày 2 tháng 11 năm 2012, thành lập huyện Nậm Nhùn trên cơ sở một phần diện tích và dân số của các huyện Mường Tè và Sìn Hồ.
Ngày 27 tháng 12 năm 2013, chuyển thị xã Lai Châu thành thành phố Lai Châu. Tỉnh Lai Châu có 1 thành phố và 7 huyện như hiện nay.
Ngày 16 tháng 6 năm 2025, theo nghị quyết sửa đổi Hiến pháp năm 2013, toàn bộ các đơn vị hành chính cấp huyện tại tỉnh Lai Châu được giải thể. Cùng ngày, theo nghị quyết sắp xếp đơn vị hành chính cấp xã, tỉnh Lai Châu có 38 đơn vị hành chính cấp xã, gồm 2 phường và 36 xã.

## Hành chính
Tỉnh Lai Châu có 38 đơn vị hành chính cấp xã, gồm 2 phường và 36 xã.
| Tên         | Diện tích (km²) | Dân số (người) |
| ----------- | --------------- | -------------- |
| Phường (02) |                 |                |
| Đoàn Kết    | 134,31          | 25.403         |
| Tân Phong   | 106,76          | 36.456         |
| Xã (36)     |                 |                |
| Bản Bo      | 100,82          | 9.496          |
| Bình Lư     | 173,91          | 18.606         |
| Bum Nưa     | 315,12          | 7.147          |
| Bum Tở      | 384,07          | 11.711         |
| Dào San     | 137,29          | 16.123         |
| Hồng Thu    | 177,99          | 13.368         |

| Tên        | Diện tích (km²) | Dân số (người) |
| ---------- | --------------- | -------------- |
| Hua Bum    | 355,72          | 5.697          |
| Khoen On   | 189,78          | 10.677         |
| Khổng Lào  | 188,12          | 16.924         |
| Khun Há    | 149,35          | 9.148          |
| Lê Lợi     | 288,36          | 9.110          |
| Mù Cả      | 384,04          | 3.299          |
| Mường Khoa | 168,82          | 12.529         |
| Mường Kim  | 316,32          | 20.385         |
| Mường Mô   | 395,16          | 7.335          |
| Mường Tè   | 291,99          | 6.364          |

| Tên        | Diện tích (km²) | Dân số (người) |
| ---------- | --------------- | -------------- |
| Mường Than | 154,08          | 13.925         |
| Nậm Cuổi   | 177,16          | 10.799         |
| Nậm Hàng   | 335,92          | 11.218         |
| Nậm Mạ     | 112,73          | 6.504          |
| Nậm Sỏ     | 263,42          | 10.598         |
| Nậm Tăm    | 242,28          | 12.753         |
| Pa Tần     | 316,53          | 9.039          |
| Pa Ủ       | 444,58          | 6.084          |
| Pắc Ta     | 168,58          | 10.704         |
| Phong Thổ  | 266,71          | 23.295         |

| Tên          | Diện tích (km²) | Dân số (người) |
| ------------ | --------------- | -------------- |
| Pu Sam Cáp   | 152,23          | 11.611         |
| Sì Lở Lầu    | 147,80          | 16.196         |
| Sìn Hồ       | 159,70          | 14.012         |
| Sin Suối Hồ  | 255,91          | 16.338         |
| Tả Lèng      | 128,36          | 12.628         |
| Tà Tổng      | 512,01          | 7.967          |
| Tân Uyên     | 296,25          | 30.415         |
| Than Uyên    | 132,09          | 27.283         |
| Thu Lũm      | 251,55          | 5.255          |
| Tủa Sín Chải | 292,88          | 16.199         |

## Dân số
Tỉnh Lai Châu là địa phương có mật độ dân số thấp nhất với 53 người/km2 (diện tích hơn 9.068 km2; dân số 478,4 nghìn người). Mật độ dân số trung bình của Việt Nam (297 người/km2) gấp 5,6 lần mật độ dân số của tỉnh Lai Châu.
Tính đến ngày 1 tháng 4 năm 2019, toàn tỉnh có 5 tôn giáo khác nhau đạt 60.892 người, nhiều nhất là đạo Tin Lành có 57.226 người, tiếp theo là Công giáo đạt 3.577 người, Phật giáo có 80 người. Còn lại các tôn giáo khác như Hồi giáo có bảy người và Phật giáo Hòa Hảo có hai người.

## Cơ sở hạ tầng

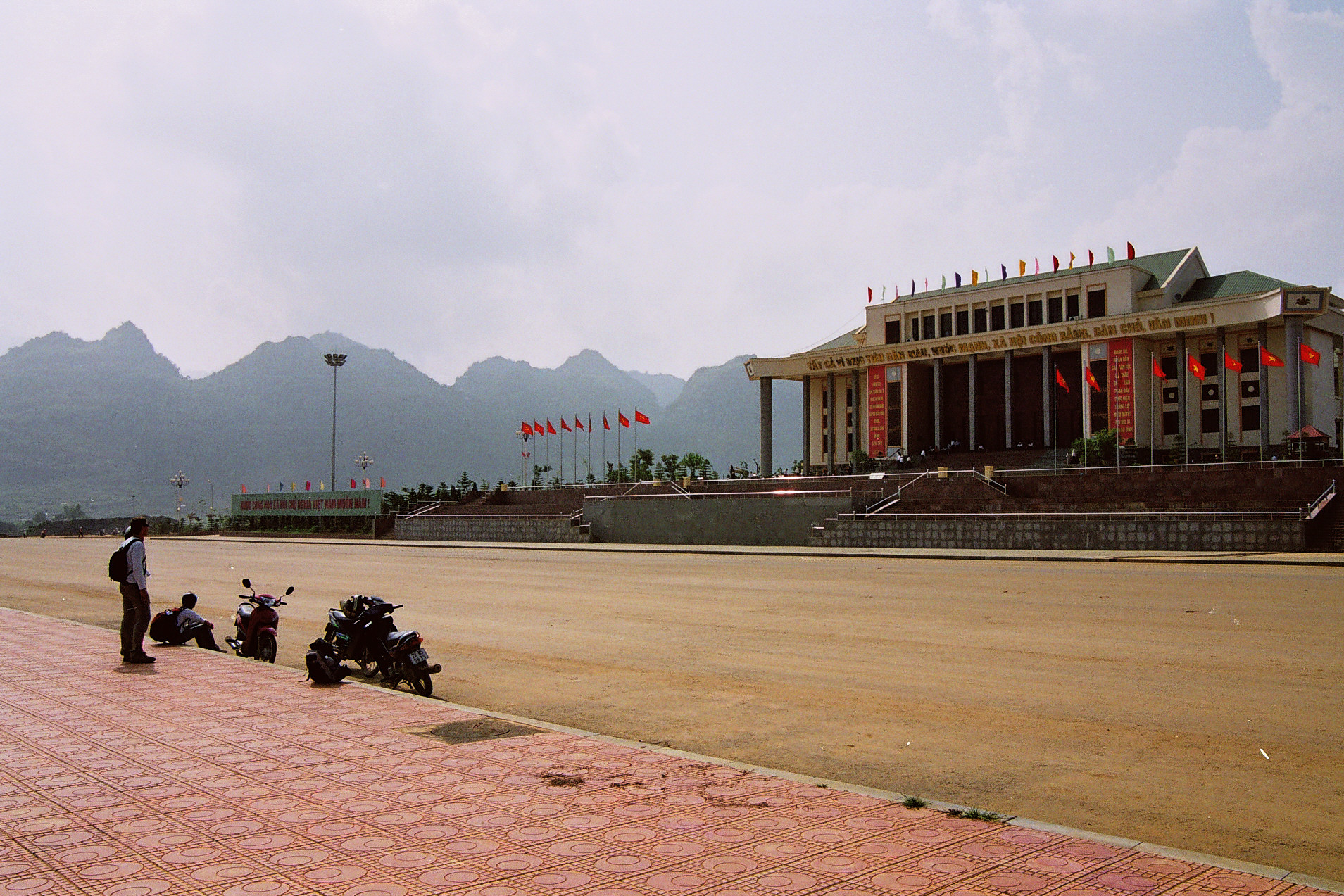
Quảng trường nhân dân tại Thành phố Lai Châu

Lai Châu là một tỉnh vùng cao biên giới, núi đồi dốc, địa hình chia cắt, xen kẽ nhiều thung lũng sâu và hẹp, lại có nhiều cao nguyên, sông suối nên khó khăn cho việc phát triển giao thông. Nhưng Lai Châu lại có đường biên giới dài 265,095 km giáp tỉnh Vân Nam, nước Cộng hòa Nhân dân Trung Hoa với cửa khẩu song phương Ma Lù Thàng - Kim Thủy Hà là điều kiện thuận lợi cho việc giao thương hàng hoá và dịch vụ du lịch.
Với mạng lưới giao thông chủ yếu là đường bộ. Tỉnh Lai Châu có quốc lộ 12 chạy qua nối từ thành phố Điện Biên Phủ tới Trung Quốc (qua cửa khẩu Ma Lù Thàng), có quốc lộ 4D nối tới thị trấn SaPa (Lào Cai), quốc lộ 32 nối với tỉnh Yên Bái, có đường thủy sông Đà giao lưu với các tỉnh Điện Biên, Sơn La, Hòa Bình. Tính đến nay đã có 95/98 xã, phường có đường ô tô đến tận trung tâm các xã, phường trên địa bàn toàn tỉnh và 3 xã đang trong giai đoạn xây dựng.
Hạ tầng mạng lưới điện: Tính đến cuối năm 2009, 80/98 xã và 74% số hộ được sử dụng điện. Nhiều công trình thủy điện lớn đã và đang được xây dựng trên địa bàn như thủy điện Sơn La (2400MW), Huội Quảng (520MW), Bản Chát (220MW), Nậm Na 3 (84MW) và đặc biệt là thủy điện Lai Châu (1.200MW) được khởi công vào cuối năm 2010, cùng với 60 dự án thủy điện vừa và nhỏ khác...
Hạ tầng mạng lưới cấp thoát nước: Tính đến cuối năm 2009, 50% dân số đô thị trên địa bàn tỉnh được sử dụng nước sạch, 74% dân số nông thôn được sử dụng nước hợp vệ sinh.
Tính đến cuối năm 2009, Lai Châu có 11 bưu cục, 68/89 xã có điểm bưu điện văn hoá xã, 22 đại lý bưu điện và điểm chuyển phát; có 29/89 xã, 06 thị trấn, 03/03 phường có báo phát hàng ngày; có 221 trạm BTS, tăng 111 trạm so với năm trước; mật độ điện thoại cố định là 16,2 máy/100 dân, tăng 143% so với năm 2008; dịch vụ Internet tiếp tục phát triển nhanh, mật độ 1,21 thuê bao/ 100 dân, tăng 162% so với năm 2008
Năm học 2009-2010 có 392 trường với 5.759 lớp, tăng 27 trường, 306 lớp so với năm 2008-2009. Tổng số học sinh ra lớp là 104.209 học sinh, tăng 6.117 học sinh so với năm học trước. Tính đến cuối năm 2009, đã hoàn thành phổ cập giáo dục Trung học cơ sở 23 xã, đạt chuẩn phổ cập giáo dục tiểu học đúng độ tuổi.

## Kinh tế
Sau khi tách tỉnh, Lai Châu là một trong những tỉnh khó khăn. Tuy nhiên, nền kinh tế Lai Châu đã phát triển và đạt được những kết quả quan trọng, tốc độ tăng trưởng kinh tế cao, cơ cấu kinh tế chuyển biến tích cực, cơ sở hạ tầng kinh tế - xã hội phát triển khá.
Tốc độ tăng trưởng kinh tế GDP bình quân 13%/ năm, thu nhập bình quân đầu người năm 2010 đạt 8 triệu đồng, tăng 2,4 lần so với năm 2005. Cơ cấu kinh tế chuyển dịch theo hướng tích cực, tỷ trọng nông, lâm nghiệp đạt 34% (giảm 11,3%); công nghiệp – xây dựng 35% (tăng 9,6%); dịch vụ 31% (tăng 1,7%). Các ngành, lĩnh vực kinh tế đều có sự phát triển theo hướng sản xuất hàng hóa. Đã hình thành một số vùng sản xuất nông, lâm nghiệp tập trung, có triển vọng về hiệu quả kinh tế và xã hội; Sản xuất lương thực tăng cả về diện tích, năng suất và sản lượng, tổng sản lượng lương thực có hạt đạt 157 nghìn tấn, lương thực bình quân đầu người đạt 400 kg/ người/ năm. Cây cao su được đầu tư trồng mới gần 7000 ha, tiếp tục thâm canh vùng chè và đưa thêm giống mới vào sản xuất. Kinh tế rừng phát triển với việc đã thu hút được một số doanh nghiệp đến đầu tư, phát triển rừng kinh tế. Trong 5 năm đã khoán bảo vệ 141 nghìn ha, khoanh nuôi tái sinh 117 nghìn ha, trồng mới trên 19 nghìn ha, tỷ lệ che phủ rừng đạt 41%, tăng 9,3% so với năm 2005; Văn hóa - xã hội tiếp tục có bước chuyển biến rõ nét, dân trí được nâng lên, công tác xóa đói giảm nghèo đạt kết quả tích cực; Quốc phòng - An ninh được đảm bảo, quan hệ đối ngoại được mở rộng; Năng lực lãnh đạo, sức chiến đấu của Đảng bộ được nâng lên...Được gắn với khu vực tam giác kinh tế Hà Nội – Hải Phòng – Quảng Ninh bằng các tuyến Quốc lộ 4D, Quốc lộ 70, Quốc lộ 32 và đường thủy sông Đà.
- Nông nghiệp - Lâm nghiệp - Thủy sản: Xây dựng các vùng sản xuất hàng hóa tập trung, có những vùng đạt 30–50 triệu đồng/ha/năm tại các cánh đồng Mường So, Bình Lư, Mường Than. Duy trì và cải tạo, thâm canh và phát triển cây chè và cây thảo quả, đây là hai loại cây có thế mạnh trong việc xuất khẩu hàng hoá của tỉnh. Xã hội hoá nghề rừng, chuyển cơ bản từ lâm nghiệp truyền thống sang phát triển lâm nghiệp xã hội mang tính cộng đồng, phát triển rừng kinh tế để phục vụ cho ngành công nghiệp chế biến. Tổ chức sản xuất nông thôn theo hướng phát triển kinh tế trang trại, lấy kinh tế hộ làm đơn vị tự chủ, các DN, hợp tác xã nông lâm nghiệp là đơn vị dịch vụ hai đầu cho kinh tế hộ phát triển.
- Công nghiệp: Đối với Lai Châu có thể coi đây là một ngành kinh tế mũi nhọn, kết hợp phục vụ sản xuất nông – lâm nghiệp. Tỉnh đã thông qua quy hoạch chi tiết các điểm có thể xây dựng nhà máy thủy điện, đặc biệt là công trình thủy điện Lai Châu. Công nghiệp chế biến nông lâm sản cũng cần được quan tâm đúng mức. Công nghiệp khai thác và sản xuất vật liệu xây dựng tránh làm theo phương thức vụn vặt để dễ quản lý và khai thác có hiệu quả. Tiểu thủ công nghiệp với các ngành nghề truyền thống của địa phương như: mây tre đan, dệt thổ cẩm, lương thực thực phẩm...

Ngày 06 tháng 10 năm 2022, Thủ tướng Chính phủ ban hành Quyết định 1182/QĐ-TTg về việc thành lập Ban Quản lý Khu kinh tế tỉnh Lai Châu

## Ẩm thực
Các đặc sản, ẩm thực ở Lai Châu như: lợn cắp nách, bánh bỏng San Thàng, gạo nếp Tan, mắc cọp Sìn Hồ, pa tỉnh tộp, chè san tuyết Sà Dề Phìn, rêu đá, rượu ngô Sùng Chô, bánh chưng đen, chè dây Ka Lăng, thịt sấy gác bếp, rau dớn, mật ong rừng Mường Tè, thắng cố, ớt trung đoàn Thu Lũm, gỏi cá, mắc khén, hạt dổi, cá bống vùi tro Vàng Pheo, gạo Dâu, chè san tuyết Tả Lèng, ve sầu rán, canh gà lá thuốc Dao Khâu Sìn Hồ, quả mắc có, đậu phụ nhự, rau ngót rừng, lam nhọ Lai Châu, rượu sâu chít, nấm hương rừng Phong Thổ, xôi màu xôi tím, sâu măng Sin Súi Hồ, quả óc cho, lá chua trộn thịt, tam thất đen Mường Tè, lòng tiết nhồi gạo nếp Sìn Hồ, thảo quả, phở nhắng Lai Châu, hoa đu đủ, đường phên Tả Lèng, canh tiết lá đắng, mận Sìn Hồ, măng, cá đắng Sàng Mà Pho, rau lá ngón Mường So, măng nộm hoa ban, chè xanh, gạo séng cù Than Uyên, miến rong Bình Lư, khâu nhục, lợn đen Mường Tè, dưa chuột mèo, măng lay chấm chéo.

## Du lịch

### Du lịch văn hoá
Lai Châu có 20 dân tộc, mỗi dân tộc đều có những nét riêng trong đời sống văn hoá truyền thống. 
Chợ phiên vùng cao là nơi biểu hiện rất rõ những nét văn hoá đặc trưng đó.
- Dinh thự Đèo Văn Long thuộc xã Lê Lợi – huyện Nậm Nhùn, là khu dinh thự của vị chúa Thái thời Chiến tranh Đông Dương. Dinh thự trở thành di tích lịch sử, giáo dục lòng tự hào dân tộc và là nơi tham quan tìm hiểu những nét kiến trúc đặc trưng, mang bản sắc văn hóa Thái.
- Bia Lê Lợi: được khắc trên vách đá bờ Bắc sông Đà, nay thuộc xã Lê Lợi – huyện Nậm Nhùn.
- Di chỉ khảo cổ học nền văn minh của người Việt cổ như di tích Nậm Phé, Nậm Tun ở Phong Thổ; đã tìm thấy công cụ của thời kỳ đồ đá; những công cụ bằng đồng của nền văn hoá Đông Sơn thời đại Hùng Vương, như trống đồng

### Lễ hội
- Lễ hội Then Kin Pang: là lễ hội của người Thái trắng ở Phong Thổ được tổ chức vào ngày 13 - 15 tháng Ba âm lịch hàng năm. Lễ hội thu hút nhiều cư dân trong vùng đến vui chơi, múa hát. Lễ hội còn là dịp thi đánh đàn Tính Tẩu. Các nhạc cụ hòa âm với các quả nhạc đồng tạo nên không khí vui tươi, rộn rã.
- Ngoài ra còn có lễ Hạn Khuống của người Thái, lễ cơm mới của người La Hủ, lễ hội xuân Căm Mường của người Lào, lễ hội bắt cá của người Kháng ở Than Uyên, lễ hội hoa ban, lễ hội mừng măng mọc...

### Cảnh quan thiên nhiên
- Lai Châu có nhiều cao nguyên cao trên 1.500m, mây, sương phủ bốn mùa, khí hậu trong lành, mát lạnh quanh năm như: cao nguyên Sìn Hồ, hồ Thầu, Dào San...
- Lai Châu có nhiều đỉnh núi cao, sông suối nhiều thác ghềnh, như: dãy Pu Sam Cáp (cao trên 1.700 m), sông Đà, sông Nậm Na, sông Nậm Mu ...
- Suối nước nóng, nước khoáng là sản vật thiên nhiên tặng cho Lai Châu như núi đá Ô, động Tiên (Sìn Hồ); động Tiên Sơn (Bình Lư - Tam Đường), thác Tắc Tình (TT Tam Đường), suối nước nóng Vàng Bó (Phong Thổ); suối nước nóng Nà Đông, Nà Đon (Tam Đường); suối nước khoáng (Than Un);... và các hồ thủy điện lớn khác.
- Pú Đao: Một bản người Mông nhỏ với 887 người dân ở tỉnh Lai Châu được khách hàng của một hãng lữ hành nước Anh bầu là một trong năm điểm đến hấp dẫn nhất ở Đông Nam Á. Xã Pú Đao (tiếng Mông có nghĩa là "điểm cao nhất") thuộc huyện Sìn Hồ, cách thị xã Mường Lay 13 km.